# Cyclo-cross de Karrantza
Le Cyclo-cross de Karrantza est une compétition de cyclo-cross disputée à Karrantza, en Espagne.

## Palmarès

### Hommes
| Année | Vainqueur                | Deuxième                 | Troisième             |
| ----- | ------------------------ | ------------------------ | --------------------- |
| 2003  | Haitz Ortiz              | Sem Mújika               | Fernando Fernández    |
| 2004  | David Seco               | José Antonio Díez        | Ismael Esteban        |
| 2005  | David Seco               | José Antonio Díez        | Santiago Armero       |
| 2006  | Unai Yus                 | José Antonio Díez        | Erlantz Uriarte       |
| 2007  | Javier Ruiz de Larrinaga | David Seco               | Unai Yus              |
| 2008  | Javier Ruiz de Larrinaga | Isaac Suárez             | José Antonio Díez     |
| 2009  | Isaac Suárez             |                          |                       |
| 2010  | Egoitz Murgoitio         | Isaac Suárez             | Erlantz Uriarte       |
| 2011  | Egoitz Murgoitio         | Javier Ruiz de Larrinaga | Bart Hofman           |
| 2012  | Aitor Hernández          | Javier Ruiz de Larrinaga | Flavien Dassonville   |
| 2013  | Aitor Hernández          | Javier Ruiz de Larrinaga | Aketza Peña           |
| 2014  | Aitor Hernández          | Javier Ruiz de Larrinaga | Kevin Suárez          |
| 2015  | Aitor Hernández          | Felipe Orts              | Kevin Suárez          |
| 2016  | Javier Ruiz de Larrinaga | Ismael Esteban           | Felipe Orts           |
| 2017  | Vincent Baestaens        | Felipe Orts              | Aitor Hernández       |
| 2018  | Ismael Esteban           | Felipe Orts              | Kevin Suárez          |
| 2019  | Kevin Suárez             | Ismael Esteban           | Dieter Vanthourenhout |
| 2020  | non-organisé             | non-organisé             | non-organisé          |
| 2021  | David van der Poel       | Lander Loockx            | Kevin Suárez          |
| 2022  | Kevin Suárez             | Anton Ferdinande         | Cyprien Gilles        |
| 2023  | Gonzalo Inguanzo         | Mario Junquera           | Raúl Mira             |
| 2024  | Kevin Suárez             | Miguel Rodríguez         | Mario Junquera        |

### Femmes
| Année | Vainqueur         | Deuxième          | Troisième         |
| ----- | ----------------- | ----------------- | ----------------- |
| 2012  | Lucía González    | Olatz Odriozola   | Mercè Pacios      |
| 2013  | Olatz Odriozola   | Isabel Castro     | Maite Murgia      |
| 2014  | Alicia González   | Rocío Gamonal     | Lucía González    |
| 2015  | Lucía González    | Aida Nuño Palacio | Alicia González   |
| 2016  | Aida Nuño Palacio | Alicia González   | Lucía González    |
| 2017  | Lucía González    | Aida Nuño Palacio | Natalie Redmond   |
| 2018  | Lucía González    | Aida Nuño Palacio | Lily Williams     |
| 2019  | Aida Nuño Palacio | Lucía González    | Sandra Trevilla   |
| 2020  | non-organisé      | non-organisé      | non-organisé      |
| 2021  | Lucía González    | Aida Nuño Palacio | Anaïs Morichon    |
| 2022  | Manon Bakker      | Lucía González    | Sofía Rodríguez   |
| 2023  | Irene Trabazo     | Alicia González   | Gwennig Le Dantec |
| 2024  | Lucía González    | Sofia Rodríguez   | Sara Cueto        |